# Amphoe Wachirabarami
Amphoe Wachirabarami (Thai: อำเภอ วชิรบารมี) ist ein Landkreis (Amphoe – Verwaltungs-Distrikt) im Nordwesten der Provinz Phichit. Die Provinz Phichit liegt im südlichen Teil der Nordregion von Thailand.

## Geographie
Benachbarte Landkreise (von Norden im Uhrzeigersinn): die Amphoe Bang Rakam der Provinz Phitsanulok, Sam Ngam der Provinz Phichit, sowie Sai Ngam und Lan Krabue der Provinz Kamphaeng Phet.

## Geschichte
Wachirabarami wurde am 21. Oktober 1998 gegründet, bestehend aus vier Tambon, die von dem Bezirk Sam Ngam abgespalten wurden.

## Verwaltung

### Provinzverwaltung
Der Landkreis Wachirabarami ist in vier Tambon („Unterbezirke“ oder „Gemeinden“) eingeteilt, die sich weiter in 51 Muban („Dörfer“) unterteilen.
| Nr. | Name      | Thai    | Muban | Einw.  |
| --- | --------- | ------- | ----- | ------ |
| 01. | Ban Na    | บ้านนา   | 16    | 10.444 |
| 02. | Bueng Bua | บึงบัว    | 13    | 08.483 |
| 03. | Wang Mok  | วังโมกข์  | 10    | 06.668 |
| 04. | Nong Lum  | หนองหลุม | 12    | 05.729 |

### Lokalverwaltung
Es gibt keine Städte (Thesaban) im Landkreis.
Im Landkreis gibt es vier „Tambon-Verwaltungsorganisationen“ (องค์การบริหารส่วนตำบล – Tambon Administrative Organizations, TAO)
- Ban Na (Thai: องค์การบริหารส่วนตำบลบ้านนา) bestehend aus dem kompletten Tambon Ban Na.
- Bueng Bua (Thai: องค์การบริหารส่วนตำบลบึงบัว) bestehend aus dem kompletten Tambon Bueng Bua.
- Wang Mok (Thai: องค์การบริหารส่วนตำบลวังโมกข์) bestehend aus dem kompletten Tambon Wang Mok.
- Nong Lum (Thai: องค์การบริหารส่วนตำบลหนองหลุม) bestehend aus dem kompletten Tambon Nong Lum.